# Francesco Del Casino
Francesco Del Casino, né le 15 mai 1944 à Sienne, est un artiste peintre italien principalement connu pour ses peintures murales, surtout actif en Sardaigne, à Orgosolo et dans la province de Sienne.

## Biographie
Francesco Del Casino naît dans la ville de Sienne (en Toscane) en 1944, à la fin de la Seconde Guerre mondiale. Il fait ses études à l'institut d'art Duccio di Buoninsegna où il a pour professeur les peintres siennois Aldo Marzi et Bruno Marzi. Il part ensuite habiter à Florence où il continue d'étudier auprès de Renzo Grazzini (1912-1990), peintre florentin ayant reçu de nombreuses récompenses et ancien résistant durant la période fasciste. Il manifeste rapidement de l'intérêt pour le peintre sicilien communiste Renato Guttuso, grande personnalité du courant réaliste moderne, ainsi que pour le cubiste Pablo Picasso dont il admirera les œuvres pour la première fois en 1968.
En 1964, il passe les concours pour obtenir le poste de professeur d'éducation artistique dans le village d'Orgosolo, en province de Nuoro dans la région de la Barbagia. Le choix de venir s'installer à Orgosolo aurait été motivé par le film néo-réaliste Bandits à Orgosolo, réalisé par Vittorio De Seta en 1961. Il restera ainsi professeur de dessin à l'école primaire d'Orgosolo de 1965 à 1970 puis de 1975 à 1980.
Dans les années 1970, il décide de commencer à peindre des peintures murales (dites « murales » ; prononcer : « mouraless ») dans le but de « rompre le mur qui sépare l'école de la société ». Sa peinture est nettement influencée par le néoréalisme et l'anti-académisme en ayant pour modèle les peintres Renato Guttuso, Pablo Picasso et Fernand Léger.
À partir de 1975, le nombre d'œuvres augmente considérablement avec l'ajout de plusieurs peintures sur les murs et les rochers du village pour célébrer le trentième anniversaire de la Libération de l'Italie. De plus, une grande partie des autres peintures murales ont pour contexte et sujet la « révolte de Pratobello », révolte populaire antimilitariste et non-violente ayant eu lieu en 1969 à Orgosolo pour protester contre la création d’une base de l'OTAN dans un pâturage et qui se solde par une occupation des lieux par les paysans du village pour empêcher la construction de la base. Francesco Del Casino sera personnellement impliqué dans cette révolte et devra donc quitter la région pendant quelques mois à la suite des événements.
De 1967 à la fin des années 1970, Del Casino est un militant actif au sein du Circolo Giovanile d’Orgosolo, association culturelle et politique proche du Parti communiste italien.

## Style artistique et analyse
La Sardaigne compte plusieurs milliers de peintures murales sur les murs de l'île. Cet art populaire s'étale sur les murs, mais aussi sur les rochers. Elles véhiculent assez souvent un message politique (actuel ou historique) ou civique, comme sur l’hygiène à l'initiative des collectivités locales. Les peintures initiées par Francesco Del Casino à Orgosolo empruntent souvent à l'esthétique d'artistes connus comme Picasso, Miró, De Chirico ou au style de certaines bandes-dessinées. Les murales sont apparues en 1966 à San Sperate sur une idée du sculpteur Pinuccio Sciola.
Les fresques de Francesco Del Casino à Orgoslo sont également inspirées des affiches créées dans le cadre de mai 68 à Paris mais aussi des peintures murales chiliennes portant un caractère politique d'insoumission à la dictature instaurée après le coup d'état de Pinochet.
Les peintures portent sur la vie du village ou sur des thèmes politiques : luttes d'ouvriers et de bergers, contestation contre le nucléaire ou les occupations militaires (de l'OTAN, des États-Unis).

## Galerie

### Peintures à Sienne

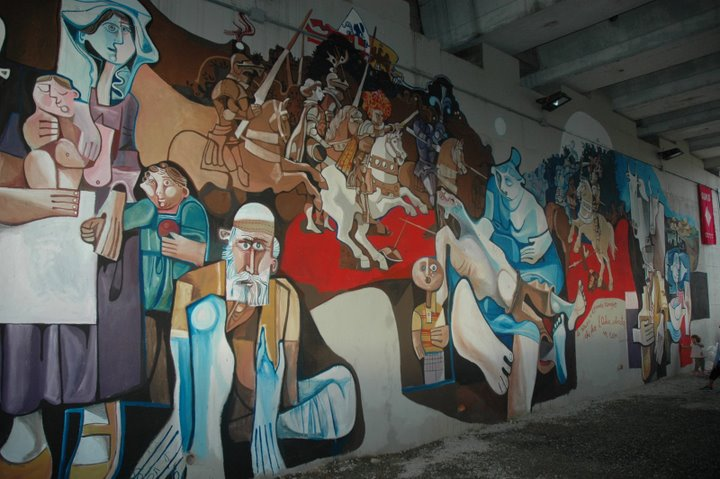
Hommage aux donneurs de sang dans le hameau de Taverne d'Arbia.
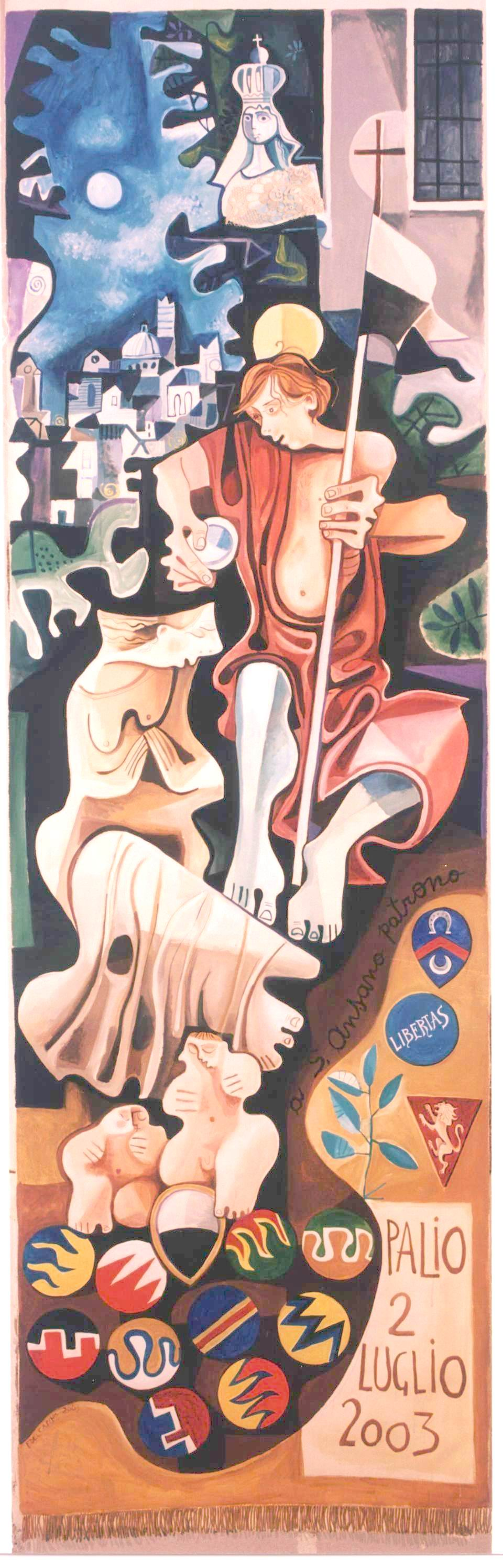
Bannière pour le Palio de Sienne.